# اللكمة (الحيمة الخارجية)

تعديل مصدري - تعديل

اللكمة هي إحدى قرى عزلة بني سليمان بمديرية الحيمة الخارجية التابعة لمحافظة صنعاء، بلغ تعداد سكانها 280 نسمة حسب تعداد اليمن لعام 2004.